# Industrie du grain en Grèce antique
Les différents types de moulins intervenant dans l'industrie meunière en Grèce antique sont à la base de la transformation  du grain en pain des Grecs. Les principaux lieux géographiques cités dans cet article sont l'île de Délos, une des îles des Cyclades, et la ville d'Olynthe en Macédoine, sur la presqu'île de Gravidique (aujourd'hui Chalcidique), à quelques kilomètres du golfe Thermaïque.

## Les types de broyeurs et de moulins

### Broyeurs et meules simples
On a retrouvé plusieurs types de broyeurs en Grèce antique, mais un seul servait dans le traitement du grain. Les petits mortiers à broyeurs courts étaient réservés pour des secteurs tels que la parfumerie ou bien encore dans certains rituels religieux : c'est celui que prend Hermès pour broyer les cités grecques. Le type de mortier utilisé pour le traitement du grain est un mortier profond nommé pila avec un pilon allongé nommé pilum, rétréci au centre comme on peut le voir sur le bol à figures noires représentant des femmes pilant le grain. On retrouve une inscription grecque désignant ce type de mortier sur la stèle des Hermocopides (c'est l'acte de mutilation des stèles représentant le dieu Hermès à Athènes en 415 av. J.-C.).
On remarque aussi une certaine similitude avec les mortiers à mil. Les mortiers peuvent être en bois ou bien en pierre. C'est un objet relativement cher : 8 dr et 5 oboles. C'est un objet d'usage courant qu'on retrouve dans le traitement du grain (Aristophane en fait mention chez une boulangère).
Le broyeur à trémie manuel est percé d'une trémie qui peut être allongée parallèlement aux longs côtés ou de forme circulaire. Les exemplaires de ce type sont actuellement peu nombreux. Mais ce broyeur à trémie manuel peut être considéré comme un intermédiaire entre le système manuel et le premier moulin mécanique : le moulin dit d'Olynthe. 
Les meules simples sont composées d'une pierre plate qui sert de meule dormante où le grain est broyé grâce à un broyeur de pierre. L'usage de ce type de meule, qui a le mérite de la simplicité, se prolonge jusqu'à l'époque tardive. L'utilisation de ce type de meule est aussi attestée dans les écrits; l'exemple le plus célèbre reste celui des cinquante serveuses d'Alcinoos qui sous la meule écrasent le blé d'or.

### Les moulins rotatifs
Il existe deux types de moulins rotatifs : 
- molas asinarias : actionné par un homme ou un âne, dit de type pompéien ou à sang
- molas hispanienses : moulin manuel du camp de Numance

La découverte de Byrsa en Tunisie permet de comprendre le fonctionnement du type pompéien. La découverte de la meule dormante en place permet de restituer la pièce. Le moulin à bras se distingue du moulin pompéien par sa petite taille, mais aussi par l'absence de ferrure sur la meta en partie enterrée. De plus, à cause de sa petite taille, il est impossible de le faire fonctionner par un âne, seuls des êtres humains (esclaves) pouvaient le manœuvrer.
Selon Moritz, le moulin rotatif n'apparaîtrait qu'au IIe siècle av. J.-C. Il fonde sa démonstration sur les textes de Plaute ou de Caton l'Ancien, entre la mort de Plaute en 184 et l'écriture de De agricultura vers 160. Cette datation littéraire est renforcée par la découverte de moulins dans le camp de Numance, qui semble confirmer cette chronologie.

### Le moulin à trémie d'Olynthe

Moulin à trémie d'Olynthe
1-Pivot, 2-Levier, 3-Meule courante avec trémie,
4-Meule gisante, 5-Table

Ce moulin représente une véritable mutation technique. D'une part, les meules sont maintenant quasiment toutes standardisées : les dimensions varient peu d'un site à l'autre, avec des largeurs comprises entre 0,36 et 0,54 m et des longueurs comprises entre 0,42 et 0,65 m. La forme de la trémie est plus variable mais toujours parallèle aux longs côtés. On assiste aussi à un début de mécanisation : en effet le broyeur à trémie qui constitue la meule supérieure est maintenant sur monté d'un axe horizontal fixé sur un côté de la table sur laquelle repose la meule dormante et actionné de l'autre par des ouvriers qui effectuent un mouvement de va-et-vient sur l'axe.
Un problème d'interprétation fut rencontré lors de la découverte des premiers moulins à trémie. En effet, on les prenait souvent pour des cribles ou des fenêtres. C'est à un archéologue grec, Konstantinos Kourouniotis, que l'on en doit la véritable interprétation en 1917, grâce à un vase en relief illustrant un moulin. La découverte d'un second vase a fini de populariser cette interprétation. C'est grâce aux trouvailles d'Olynthe qu'on a pu comprendre l'importance de ce type de moulin dans le monde grec. Ces trouvailles ont aussi permis une première chronologie puisque la ville a été détruite en 348 av. J.-C. Ce type de moulin apparaît certainement dès le début du Ve siècle av. J.-C. Le IVe siècle av. J.-C. est encore dominé par les meules dormantes et les broyeurs simples, et son usage se prolonge jusqu'au Ier siècle av. J.-C.. 
Si l'on voulait définir plus précisément l'expression « moulin d'Olynthe » on pourrait dire que ce nom est applicable à l'ensemble des deux meules lorsque le système d'attache permet d'imaginer l'axe horizontal qui le fait se mouvoir. Ce sont les trouvailles d'Olynthe qui ont permis de saisir l'importance de ce type dans le monde grec qui connaît une diffusion très importante ainsi qu'un grand nombre de vestiges archéologiques. L'existence de ce type de moulin peut être aussi attestée par des documents littéraires même si c'est un peu complexe. Une interprétation d'un texte de Xénophon dans la cyropédie peut donner lieu à deux solutions :
- Xénophon désigne le broyeur à trémie manuel, ce qui pourrait être une simplification du moulin d'Olynthe;
- il désigne un ancêtre du moulin rotatif.

De plus, il ne faut pas oublier le dessin du bol hellénistique mégarien qui, avec son décor homérique, permet de voir des moulins d'Olynthe en action, notamment aux deux extrémités du bol.

### Le moulin délien
L'étude du moulin délien a été grandement facilitée par la découverte d'un appareil in situ. Il est donc possible aujourd'hui de proposer une restitution du moulin délien et de mieux comprendre sa fabrication ainsi que son système en pièces détachées. De plus, cette découverte a permis de prouver qu'un des spécialistes du mobilier délien Waldemar Deonna avait tort, car même Deonna admettait que sa reconstitution était approximative. C'est grâce aux fouilles de 1987 et à G. Siebert qui dégagea un moulin disloqué dans une maison qui avait été incendiée en 69 av. J.-C. : la maison des sceaux. 
Un dallage de pierre avait été mis en place sur le sol de terre battue de la maison pour permettre aux esclaves qui travaillaient sur ce moulin une meilleure possibilité de déplacement. C'est un appareil qui a été prévu pour durer donc pour échapper à l'usure que provoque son utilisation. Un système de pièces de rechange a été mis en place pour pouvoir avoir une exploitation maximum du moulin. Toujours dans le but d'entretenir le moulin, des accessoires de nettoyage ont été retrouvés.
La disposition des deux parties du moulin au moment de sa découverte nous a permis de voir que les éléments composant la partie haute du moulin n'étaient pas en forme de cloches comme l'avait suggéré Deonna mais au contraire sous la forme d'une toupie inversée, c'est d'ailleurs la seule solution si on veut apparier les surfaces des meules qui ne sont pas lisses : au contraire elles sont rayonnées, ce qui permet un meilleur écrasement du grain. Cette double constatation permet par conséquent d'interpréter sans hésitation possible la toupie comme la meule courante.
La meule courante avec un diamètre supérieur à 0,60 mètre a la forme d'un tronc de cône évidé en son centre et haut de 0,33 mètre. La meule se compose de huit pièces qui sont dressées sur toutes leurs faces, à l'exception de la face intérieure, qui est laissée brute. Sept des pièces sont de dimension semblable alors que la huitième plus petite pourrait faire office de clef pour M. Brunet. Les pièces de la meule courante sont maintenues grâce à des mortaises en fer qui s'enfoncent en oblique sur une profondeur de 5 à 6 cm; à l'intérieur de ces mortaises, on a retrouvé l'extrémité cassée d'une pointe de fer. Cette observation conduit donc à restituer un assemblage de la meule au moyen de crampons.
La meule dormante quant à elle forme un anneau haut de 0,17 mètre s'évasant en corolle; cette meule dormante possède un diamètre supérieur à 0,58 mètre. Elle est composée de six pièces de longueurs variables entre 0,28 et 0,33 mètre dont la face extérieure non dressée est généralement rectiligne, et la face intérieure est rayonnée et incurvée. Aucune de ces pièces ne porte la trace d'un quelconque assemblage métallique, on peut donc en conclure que les pièces formant la meule dormante étaient simplement juxtaposées et maintenues en place par un cadre en bois.

## Utilisation et diffusion

### Broyeurs et meules simples
Les broyeurs utilisés pour le traitement du grain sont soit en bois, soit en pierre volcanique de type trachyte ou basalte. En effet, le pilon et le bol doivent être suffisamment résistants pour ne pas s'effriter avec le grain et avoir une bonne durée d'utilisation. L'utilisation du broyeur repose sur la force manuelle car c'est l'action du pilon qui permet de séparer le grain. On constate que les broyeurs ont subi des améliorations de forme très variée. Ils commencent à se standardiser à Athènes comme l'indiquent les comparaisons effectuées à partir des fouilles de l'Agora. On peut voir  qu'il s'en dégage un type aplati dans sa partie inférieure, ce qui permet un meilleur traitement du grain et c'est ce type de broyeur qui va se diffuser. Par exemple, on a retrouvé quelques exemples de ce type de broyeurs à Délos, même si ceux-ci sont mal datés.
Cette standardisation, qui facilite donc l'utilisation et la diffusion, est aussi attestée par une coroplastie qui montre une femme en train de moudre et sur cette coroplastie le type de broyeur est déjà standardisé avec un broyeur effilé.
Les meules aussi ont connu une amélioration. En effet, des stries soigneusement entaillées en arêtes de poisson facilitent l'écrasement du grain. Il y a des exemples de ce type de meules à Athènes et à Olynthe pour l'époque classique, à Délos pour l'époque hellénistique. Ces meules plates pouvaient aussi servir pour l'écrasement des légumes. Son utilisation s'est prolongée fort longtemps, ce qui a favorisé sa diffusion. C'est ainsi que ces meules étaient utilisées encore au Ier siècle à Morgantina (en Sicile).

### Les moulins rotatifs
Le principe de meule supérieure mobile et de meule inférieure fixe est essentiel pour les moulins rotatifs. Les meules sont de formes cylindriques. C'est grâce à l'action rotative de la meule supérieure, qui est possible avec l'anille (qui est un morceau de fer qui soutient la meule), que le grain est broyé sur la meule inférieure. Ce moulin est activé grâce aux leviers qu'un esclave active. C'est un travail dur qui peut avoir valoir de sentence. En effet, le moulin n'étant pas surélevé, c'est à genoux que l'esclave doit activer les leviers pour moudre le grain. Le principe n'est pas très différent pour le moulin à sang, si ce n'est que celui-ci est surélevé, ce qui facilite le travail de l'esclave ou bien permet l'attellement d'un âne.
Concernant la diffusion de ce type de moulin, il est dur de définir un foyer de départ car des moulins de ce type datant du Ier siècle av. J.-C. ont été retrouvés en Chine. Même les Grecs eux-mêmes ont été incapables de formuler une hypothèse. Seul Pline affirme que ce modèle viendrait d'Italie, car il est particulièrement bien adapté à l'écrasement du blé tendre et que les Grecs ont une fidélité assez longue à la meule d'Olynthe et au mortier. De plus, la découverte nord-africaine ne doit pas nous faire oublier que cette partie du monde a pu contribuer à une mise au point technique de ce moulin.
Ces moulins ont pu se diffuser grâce au rôle des carriers, car les premiers moulins lourds sans anille ne sont pas plus rapides que les broyeurs à trémie mais très difficiles à tailler et c'est grâce à la standardisation des meules et au savoir-faire des carriers que la diffusion et le maintien de ce moulin ont pu avoir lieu. Ce sont les soldats romains qui ont diffusé le moulin manuel à anille.

### Le moulin à trémie d'Olynthe

Moulin à trémie d'Olynthe
1-Pivot, 2-Levier, 3-Meule courante avec trémie,
4-Meule gisante, 5-Table

La meule de ce moulin est toujours en pierre volcanique et elle est creusée d'un sillon où passe le broyeur qu'un esclave active. Avec ce type de moulin, on assiste à un début de mécanisation : le broyeur à trémie qui constitue la meule supérieure est maintenant surmonté d'un axe horizontal fixé à la table qui sert de meule dormante. Les esclaves sont désormais debout et le travail qu'ils effectuent en est plus efficace. Les fouilles s'appliquant à ce type de moulins nous apprennent plusieurs choses.
Il s'agit d'un moulin d'intérieur. En effet, plusieurs des 31 moulins découverts à Olynthe ont été retrouvés à l'intérieur des maisons, mais les fouilles nous apprennent aussi une diffusion assez large de ce type de moulin grâce à la découverte dans une épave en 1967 de 22 moulins que le découvreur date du IVe siècle. Un autre exemplaire a été identifié en Argolide puis, datant de la même époque, sur l'agora d'Athènes, huit exemplaires de ce moulin ont été trouvés ainsi que cinq à Thasos, ce qui montre une diffusion assez large. Il n'est pas impossible que ce type de moulin soit apparu dans les mines du nord, telles que celles de Pangée ou encore Thasos, et que cette innovation se soit propagée dans les villes proches. Cette diffusion a été accélérée grâce aux fabricants. Pour C. N. Runnels, les meules plates sont des productions locales, mais les meules et les broyeurs standardisés proviennent de carrières plus lointaines et en particulier des îles comme Nysiros ou Mélos, ce qui a donné naissance à des centres de production spécialisée.

### Le moulin délien
La bonne marche de ce moulin repose sur la capacité de réglage de l'écart entre les meules. Cette capacité permet de contrôler finement l'écartement par le réglage de la hauteur de l'axe, ce qui devait permettre une adaptation de l'appareil à des ingrédients de taille et de dureté différentes. On pense aux moutures successives des différentes sortes de céréales pour obtenir des farines aux degrés de finesse variables, mais certaines légumineuses étaient également moulues.
Le principe de fonctionnement reste assez classique. En effet, un levier en bois horizontal traverse un axe vertical qui passe par la meule courante composée de pièces détachées. C'est en activant cet axe horizontal que le grain est broyé par la meule courante. C'est un moulin qui est destiné à une utilisation dans un cadre domestique et un usage privé.
Il faut aussi souligner le cadre urbain de ce moulin, car sa configuration lui permet d'être aussi bien utilisé à la ville qu'à la campagne, comme le montre la découverte dans la Maison des sceaux ou bien encore des aménagements spécifiques tels qu'un sol en dalles ou des aménagements pour le stockage des grains comme on peut le voir dans quelques boutiques qu'il est convenu d'appeler des boulangeries dans les rues du quartier du Théâtre.

## Les enjeux économiques

### Les différentes moutures
Le principal enjeu économique pour la culture du blé est l'autosuffisance. Les céréales ont un rôle important dans l'alimentation grâce à leur forte valeur nutritive. L'utilisation des moulins a pour but de rendre consommable ou de parfaire la conservation des produits issus de la culture. L'utilisation de ces moulins est à mettre en adéquation avec les cultures à transformer afin de tirer des grains toute la farine qu'ils contiennent sans altérer ni la qualité ni la blancheur de la farine liée à l'amidon.
La transformation du grain est la base de l'alimentation des Grecs ; c'est grâce aux moutures obtenues que le pain quotidien mais aussi les bouillies ou les galettes peuvent être cuites. Afin de les cuire, plusieurs systèmes ont été mis en place, du brasero au four en passant par le vase à cuire. Ces systèmes de cuisson sont domestiques et pour la plupart légers et transportables. Le grain et la farine sont aussi vendus avec peu de transformation, aussi bien au niveau local sur le marché pour permettre aux gens de fabriquer leurs propres pains mais aussi entre États. Les moulins sont donc à la base de toute cette chaîne alimentaire et économique. On pourrait alors s'interroger sur le commerce de ces moulins à partir des différents centres de production.

### Le commerce du grain
Sur l'île de Délos, c'est principalement l'orge qui est cultivée et dont la farine de gruau servait à confectionner des mazas (galettes). C'est pendant la période d'indépendance de l'île que les exploitants agricoles connaissent une période de prospérité et un statut social élevé. Des boulangeries ont été retrouvées dans le quartier du théâtre ; on a retrouvé des moulins de type délien servant à la fabrication de la farine. La présence d'un dallage plutôt qu'une aire de terre battue atteste que le grain était moulu sur place. Dans la rue du théâtre ou dans la rue numéro 5 ont été retrouvées des boutiques d'environ 18 m² ouvertes sur l'extérieur et exceptionnellement alimentées en eau. De plus une faible quantité de mobilier sous la forme de pithos enfouies servant à la conservation du grain a été trouvé sur place. 
Pour gérer la vente de grains, toutes les cités grecques avaient mis en place des commissaires aux grains. À Délos, des récits font part d'étrangers venus acheter du grain ou de la farine sur l'île. Entre 239 et 229, un certain Aristoboilos est mandaté par Démétrios[Lequel ?] pour y acheter du grain. Des gens d'Histrée font de même en 230.
Pour assurer la vente de grain interne sur les marchés de l'île, Délos va nommer trois agoranomes : ils sont chargés de réglementer et de surveiller le prix et les poids pour la vente de grains. Leur nombre va se réduire au cours du IIe siècle. C'est un secteur économique qui peut connaître des difficultés car il est indexé sur des éléments non contrôlables tels que la météo. Cela peut être l'explication du don de grain que l'île reçoit en 180 de la part du roi Massinisso ainsi qu'une vente de grains à bas prix de la part de Byzance en 250.